# Morawina
Morawina – osada w Polsce położona w województwie wielkopolskim, w powiecie kępińskim, w gminie Łęka Opatowska.
W latach 1975–1998 miejscowość należała administracyjnie do województwa kaliskiego.